# Jane Anger
Jane Anger was een Brits schrijfster op het einde van de zestiende eeuw.
Anger is bekend als schrijver van Jane Anger Her Protection For Women, het eerste lange Engelstalige pamflet over de vrouwelijke sekse. In de late zestiende eeuw kwam het zelden voor dat vrouwen iets publiceerden over niet-religieuze thema's en het was ook zeldzaam voor vrouwen om te betogen tegen de mannelijke suprematie. 
Het boek met als volledige titel Jane Anger her Protection for Women, to defend them against the scandalous reportes of a late surfeiting lover, and all other like venerians that complaine so to bee overcloyed with women's kindness werd gepubliceerd in 1589 in Londen. Anger schreef het pamflet als reactie op de tekst van Thomas Orwin in 1588: Boke His Surfeit in Love, with a farwel to the folies of his own phantasie. Zij stelde dat mannen enkel vrouwen zien als objecten van seksueel verlangen om zodra hun wensen bevredigd zijn hen te verlaten.
Over de schrijfster zelf is weinig bekend en het is zelfs mogelijk dat haar naam een pseudoniem was maar de stijl, citaten en Latijnse referenties geven aan dat de schrijver geschoold was. Slechts één exemplaar is door de eeuwen heen bewaard gebleven.
- Gemeinsame Normdatei: 100416616
- International Standard Name Identifier: 0000 0000 0234 1280
- Library of Congress Control Number: n97013832
- Nationale Bibliotheek van Israël: 987007375753105171
- Système universitaire de documentation: 147083389
- Virtual International Authority File: 59431626
- WorldCat: E39PBJppFVFcqHtxwBc8KfPWjC